# Jesús Sotomayor Martínez
Pour les articles homonymes, voir Sotomayor.
Jesús Sotomayor Martínez (6 juillet 1923-10 mars 2009) était un scénariste et producteur de cinéma mexicain.

## Filmographie

### Comme producteur
| - 1956 : Viva la juventud! de Fernando Cortés - 1957 : La Mujer que no tuvo infancia de Tito Davison - 1957 : Locos peligrosos de Fernando Cortés - 1957 : Muertos de risa d'Adolfo Fernández Bustamante - 1957 : Pobres millonarios de Fernando Cortés - 1957 : Teatro del crimen de Fernando Cortés - 1958 : El Castillo de los monstruos de Julián Soler - 1958 : Quiero ser artista - 1959 : Ando volando bajo de Rogelio A. González - 1959 : Dos fantasmas y una muchacha de Rogelio A. González - 1959 : El Cofre del pirata de Fernando Méndez - 1959 : Me gustan valentones! de Julián Soler - 1959 : Sed de amor d'Alfonso Corona Blake - 1960 : Calibre 44 de Julián Soler - 1960 : Conquistador de la luna de Rogelio A. González - 1960 : La Nave de los monstruos de Rogelio A. González - 1961 : El Padre Pistolas de Julián Soler - 1961 : Escuela de valientes de Julián Soler - 1961 : Jóvenes y rebeldes de Julián Soler - 1961 : Locura de terror de Julián Soler - 1962 : Asesinos de la lucha libre de Manuel Muñoz - 1962 : Camino de la horca de Chano Urueta - 1962 : Cazadores de asesinos de Miguel M. Delgado - 1962 : El Asesino enmascarado de Manuel Muñoz - 1962 : El Rey de la pistola de Manuel Muñoz - 1962 : Pilotos de la muerte de Chano Urueta - 1963 : Torero por un día de Gilberto Martínez Solares - 1963 : Un Par de sinvergüenzas de Julián Soler - 1964 : El Bracero del año de Rafael Baledón - 1964 : Héroe a la fuerza de Miguel M. Delgado - 1964 : La Edad de la violencia de Julián Soler | - 1964 : La Sombra de los hijos de Rafael Baledón - 1964 : Los Hermanos Muerte de Rafael Baledón - 1964 : México de mi corazón de Miguel M. Delgado - 1964 : Museo del horror de Rafael Baledón - 1964 : Semáforo en rojo de Julián Soler - 1965 : Aventura al centro de la tierra d'Alfredo B. Crevenna - 1965 : Diablos en el cielo de Rafael Baledón - 1965 : El Amor no es pecado de Rafael Baledón - 1965 : El Padre Diablo de Julián Soler - 1965 : El Pecador de Rafael Baledón - 1965 : El Rifle implacable de Miguel M. Delgado - 1965 : El Tigre de Guanajuato: Leyenda de venganza de Rafael Baledón - 1965 : La loba de Rafael Baledón - 1965 : Los Fantasmas burlones de Rafael Baledón - 1965 : Un Callejón sin salida de Rafael Baledón - 1965 : Un Hombre en la trampa de Rafael Baledón - 1966 : Alias el Rata de Rogelio A. González - 1966 : El Tragabalas de Rafael Baledón - 1966 : Juventud sin ley de Gilberto Martínez Solares - 1966 : Matar es fácil de Sergio Véjar - 1967 : Detectives o ladrones de Miguel Morayta - 1967 : El Pistolero desconocido de Miguel M. Delgado - 1967 : El Silencioso d'Alberto Mariscal - 1967 : Los Perversos de Gilberto Martínez Solares - 1967 : Los Tres mosqueteros de Dios de Miguel Morayta - 1967 : Seis días para morir d'Emilio Gómez Muriel - 1968 : Cuatro contra el crimen de Sergio Véjar - 1969 : Santo contra Blue Demon en la Atlántida de Julián Soler - 1969 : Santo y Blue Demon contra los monstruos de Gilberto Martínez Solares - 1970 : El Mundo del los muertos de Gilberto Martínez Solares |

### Comme scénariste
- 1969 : Santo contra Blue Demon en la Atlántida de Julián Soler
- 1969 : Santo y Blue Demon contra los monstruos de Gilberto Martínez Solares
- 1969 : El Mundo del los muertos de Gilberto Martínez Solares